# Scaligera Basket Verona
Scaligera Basket Verona ist ein italienischer Basketballverein in Verona. Der Klub gewann 1998 den Korać-Cup und erreichte 1997 das Finale des Europapokal der Pokalsieger.
Nachdem der Klub 2002 Insolvenz anmelden musste, gab es im Jahr 2007 einen Neustart der Vereinsaktivitäten.

## Geschichte
Der Verein wurde 1951 gegründet und war ab den 1970er Jahren in den organisierten Profiligen Italiens aktiv, zunächst in der fünftklassigen Serie D. Bis zum Ende des Jahrzehnts schaffte man es bis in die drittklassige Serie B. In der Saison 1986/87 wurde der Klub Vizemeister dieser Liga und stieg in die zweithöchste Spielklasse, die Serie A2 auf. Dort etablierte man sich und mauserte sich zum Aufstiegsaspiranten in die erste Liga.
Im Jahr 1991 feierte der Klub als Glaxo Verona zwei große Erfolge. Zunächst gewann die Mannschaft überraschend den italienischen Basketballpokal. Sie schlug den zu diesem Zeitpunkt 24-fachen italienischen Meister Phillips Milano mit 97:85. Außerdem wurde das Team Zweitligameister und stieg in die Serie A auf, wo es sich zunächst nicht etablieren konnte und wieder abstieg. Nach einem Jahr Zweitklassigkeit schaffte man aber den direkten Wiederaufstieg.
In der Saison 1993/94 überzeugte Verona mit guten Leistungen. In der Liga erreichte die Mannschaft erstmals die Play-offs um die Meisterschaft, wo erst im Halbfinale gegen den späteren Meister Virtus Bologna Schluss war. Zudem wurde erneut das Pokalfinale erreicht, in dem man sich Pallacanestro Treviso geschlagen geben musste. 1996 verlor die Mannschaft erneut im Pokalfinale. Stefanel Milano, den man 1991 noch unter anderem Namen bezwungen hatte, revanchierte sich und gewann mit 90:72.
1996/97 wurde ein weiteres Mal das Halbfinale der Play-offs erreicht. Mittlerweile in Riello Mash Verona umbenannt, scheiterte man an Treviso. Ein viertes und letztes Mal schaffte es der Verein als Müller Verona in der Saison 1999/2000 ins Halbfinale. Zum vierten Mal verpasste das Team den Einzug ins Finale. Fortitudo Bologna siegte und wurde später auch Meister. Nach der Saison 2001/02 meldete Basket Verona Insolvenz an und stellte den Spielbetrieb ein. Der Klub spielte insgesamt zehn Jahre in der Serie A.
2007 waagte der Verein einen Neuanfang in der dritten Liga. Seit der Saison 2010/11 spielt er wieder in der zweiten Liga, der Serie A2.

## Europapokal
Scaligera nahm in der Saison 1991/92 am Europapokal der Pokalsieger teil und schaffte es bis ins Finale. Dort unterlag man Real Madrid mit 68:74.
In der Saison 1997/98 gelang dem Klub mit dem Gewinn des Korać-Cup der größte Erfolg der Vereinsgeschichte. Im Finale setzte man sich knapp gegen Roter Stern Belgrad durch. Das Hinspiel wurde mit 68-74 verloren, doch im Rückspiel konnte ein 73:64-Sieg erkämpft werden, womit Verona drei Korbpunkte mehr erzielt hatte und den Wettbewerb gewann.
2000/01 nahm der Verein als Halbfinalist der Serie A im Vorjahr an der neugegründeten Euroleague teil und gelang dort bis ins Achtelfinale. Mit 92:94 und 84:86 verlor man beide Spiele gegen Olympiakos Piräus und schied aus. Diese beiden Spiele waren gleichzeitig auch bis heute die letzten auf europäischer Bühne.

## Halle
Der Klub trägt seine Heimspiele im 5.500 Plätze umfassenden PalaOlimpia aus.

## Namensgeschichte
In der Vereinsgeschichte gab es viele Namenswechsel aufgrund von wechselnden Hauptsponsoren:
- Vicenzi (1983–1984)
- Citrosil (1986–1987)
- Glaxo (1988–1994)
- Birex (1994–1995)
- Mash Jeans (1995–1998)
- Müller (1998–2002)
- Tezenis (seit 2008)

## Erfolge
- Sieger Korać-Cup (1998)
- Finalist Eurocup (Europapokal der Pokalsieger) (1997)
- Italienischer Pokalsieger (1991)
- 2× Italienischer Vize-Pokalsieger (1994, 1996)

## Bekannte ehemalige Spieler
- David Arigbabu (1999–2001)
- Hansi Gnad (1997–1999)
- Louis Bullock (1999–2001)
- Spud Webb (1996–1997)
- Dražen Dalipagić (1988–1989)